# Sámsonháza
Sámsonháza é um município da Hungria, situado no condado de Nógrád. Tem 12,71 km² de área e sua população em 2015 foi estimada em 265 habitantes.